# 奇甫倍
奇甫倍（韓語：기보배，1988年2月20日—），韩国女子射箭运动员。2012年伦敦奥运会射箭比赛女子个人、女子团体金牌获得者。女子单人72箭奥运局世界纪录保持者，成绩为686环，2016年里約奧運會射箭女子團體金牌、女子個人銅牌。